# Skeletons (album)
Pour les articles homonymes, voir Skeleton (homonymie).
Albums de Wednesday 13
Fang Bang
(2006) Bloodwork
(2008)
Skeletons est le troisième album solo du chanteur d'horror punk Wednesday 13. Il est sorti le 29 avril 2008 et est disponible exclusivement via Hot Topic aux États-Unis. En Europe, il est distribué via DR2 Records, filiale de Demolition Records.
L'album est décrit comme étant le plus sombre et le plus personnel de son auteur.

## Liste des chansons
1. Scream Baby Scream
2. Not Another Teenage Anthem
3. Gimmie Gimmie Bloodshed
4. From Here To The Hearse
5. Put Your Death Mask On
6. Skeletons
7. My Demise
8. With Friends Like These...
9. No Rabbit In The Hat
10. All American Massacre
11. Dead Carolina

## Personnel
- Wednesday 13 - Chant, guitares, production
- Nate Manor - Basse
- Racci Shay - Batterie
- Jamie Hoover - Ingénieur du son, piano, guitare
- Andrew Alekel - Mixage
- Trevor Sadler - Mastering
- Lisa Jean Humphrey - Photographie
- Marlene Elizabeth - Conception de la pochette